# Ilja Abajev
Ilja Viktorovitsj Abajev (Russisch: Илья Викторович Абаев) (Moskou, 2 augustus 1981) is een Russisch doelman in het betaald voetbal. Hij verruilde in juli 2013 Volga Nizjni Novgorod voor Lokomotiv Moskou. Hij maakte in 2004 zijn debuut in de Premjer-Liga, voor Torpedo Moskou.
1 Guilherme ·
3 Fasson ·
4 Magkejev ·
5 Maradisjvili ·
6 Barinov  ·
7 Dzjoeba ·
8 Sarveli ·
9 Pinjajev ·
11 Mirantsjoek ·
15 Gloesjenkov ·
17 Zjemaletdinov ·
20 Koezmitsjov ·
21 Mitaj ·
22 Lantratov ·
23 Sjtsjetinin ·
24 Nenakhov ·
27 Rakov ·
45 Siljanov ·
53 Khoedjakov ·
59 Pogostnov ·
69 Koelikov ·
71 Tiknizjan ·
77 Samosjnikov ·
81 Nikisjin ·
85 Morozov ·
93 Karpoekas ·
94 Rybtsjinski ·
99 Soelejmanov ·
Coach: Galaktionov